# Rio Ocosito
Rio Ocosito é um rio centro-americano da Guatemala.